# عمار الدحيم
عمار الدحيم (بالإنجليزية: Ammar Al-Daheem)؛ مواليد 31 أغسطس 1993 في الدمام، السعودية، هو لاعب كرة قدم سعودي يلعب في نادي الفتح.

## مسيرة اللاعب
كانت بداياته مع الإتفاق و انتقل إلى الإتحاد في صيف 2013 و لعب مع الفريق الأولمبي وأعاره الإتحاد إلى هجر في صيف 2015 و بعدها عاد إلى الاتحاد و وقع مع نادي الفتح في صيف 2020.

## روابط خارجية
- عمار الدحيم على موقع Soccerway.com (الإنجليزية)